# Corallus ruschenbergerii
Corallus ruschenbergerii (лат.) — представитель семейства Ложноногие змеи.

## Ареал
Нижняя часть Центральной Америки — на юго-западе Коста-Рики (к югу от 10° с.ш.) и Панамы, в том числе на островах Рей, Контадора, Cébaco и Suscantupu. Южная часть Америки — к востоку от Анд и к северу от центрального хребта Кордильер в Колумбии, а также к северу от восточных Кордильер и северней от Венесуэлы, в районе Кордильер-де-Мерида, в урочище реки Ориноко и к востоку от её дельты, к северу и западу от Гвианского нагорья; на островах Маргарита, Тринидаде и Тобаго.

## Описание
Неядовит.